# Берман, Генрих Йозеф
Генрих Йозеф Берман (нем. Heinrich Joseph Bärmann или Baermann; 14 февраля 1784, Потсдам, — 11 июня 1847, Мюнхен) — немецкий кларнетист-виртуоз и композитор, первый исполнитель кларнетных сочинений Карла Марии фон Вебера.

## Биография
Родился в семье военного. Музыке обучался в Потсдамской военно-музыкальной школе как гобоист; его старший брат, Карл, учился там же игре на фаготе. В возрасте 14 лет Берман был принят в прусскую армию, к этому же времени относятся его первые уроки игры на кларнете под руководством Йозефа Беера. В дальнейшем, при поддержке принца Луи Фердинанда, он совершенствовался у Франца Тауша. Берман принимал участие в битвах при Заальфельде и при Йене, был пленён, но сумел бежать. Оказавшись в Мюнхене, Берман стал кларнетистом при баварском дворе и служил там вплоть до своей отставки в 1834 году.
Первые заграничные гастроли Бермана ― в Швейцарии и Франции ― состоялись в 1808 году. В 1811 Берман знакомится с Вебером, приехавшим в Мюнхен. Успех первого кларнетного сочинения Вебера ― Концертино Es-dur, впервые исполненного Берманом 5 апреля ― вдохновил композитора на написание в том же году ещё двух концертов для этого инструмента. Зимой 1811―1812 Берман и Вебер (в качестве пианиста) вместе дали несколько концертов в Берлине. Выступления Бермана с шумным успехом проходили также в Лейпциге (1812), где композитор Август Хардер присудил ему в своём критическом отзыве «первое место среди выдающихся виртуозов», Вене, Праге (1813), Париже (1817 и 1838), Лондоне (1819), Санкт-Петербурге (1822 и 1832).
За выразительность звучания, мягкий, лирический тембр инструмента Бермана называли «Рубини кларнета». Вебер приписывал успех своих кларнетных сочинений именно исполнительскому мастерству Бермана (помимо концертов, композитор посвятил ему Вариации для кларнета с фортепиано, op. 33, и Квинтет со струнными, op. 34). Для Бермана также сочиняли Джакомо Мейербер (Квинтет для кларнета и струнных) и Феликс Мендельсон (два концертштюка для кларнета, бассетгорна и фортепиано ― для самого Бермана и его сына Карла, также известного кларнетиста). Собственные сочинения Бермана включают в себя квартеты, квинтеты, концертино и другие сочинения для кларнета и с его участием, в том числе Адажио Des-dur для кларнета и струнных, долгое время приписывавшееся Рихарду Вагнеру. В 2001 году несколько произведений Бермана для кларнета с оркестром были записаны известным кларнетистом Дитером Клёкером.
Берман играл на кларнете с десятью клапанами, сконструированном фирмой Гризлинг и Шлотт. Это позволяло ему с большей лёгкостью исполнять сложные пассажи и хроматические ходы, чем на традиционных для того времени инструментах с пятью клапанами.